# 平昌郡 (刘宋)
平昌郡，中国南北朝时侨置的郡，又作南平昌郡。
刘宋时在今山东省安丘市东南的平昌郡沦入北魏，宋明帝在京口（今江苏省镇江市）侨置平昌郡，属青州，下辖安丘县、东武县。南齐、南梁沿置，下辖安丘县、东武县、高密县、新乐县。侯景之乱后，废除南平昌郡。